# 雙人搭檔

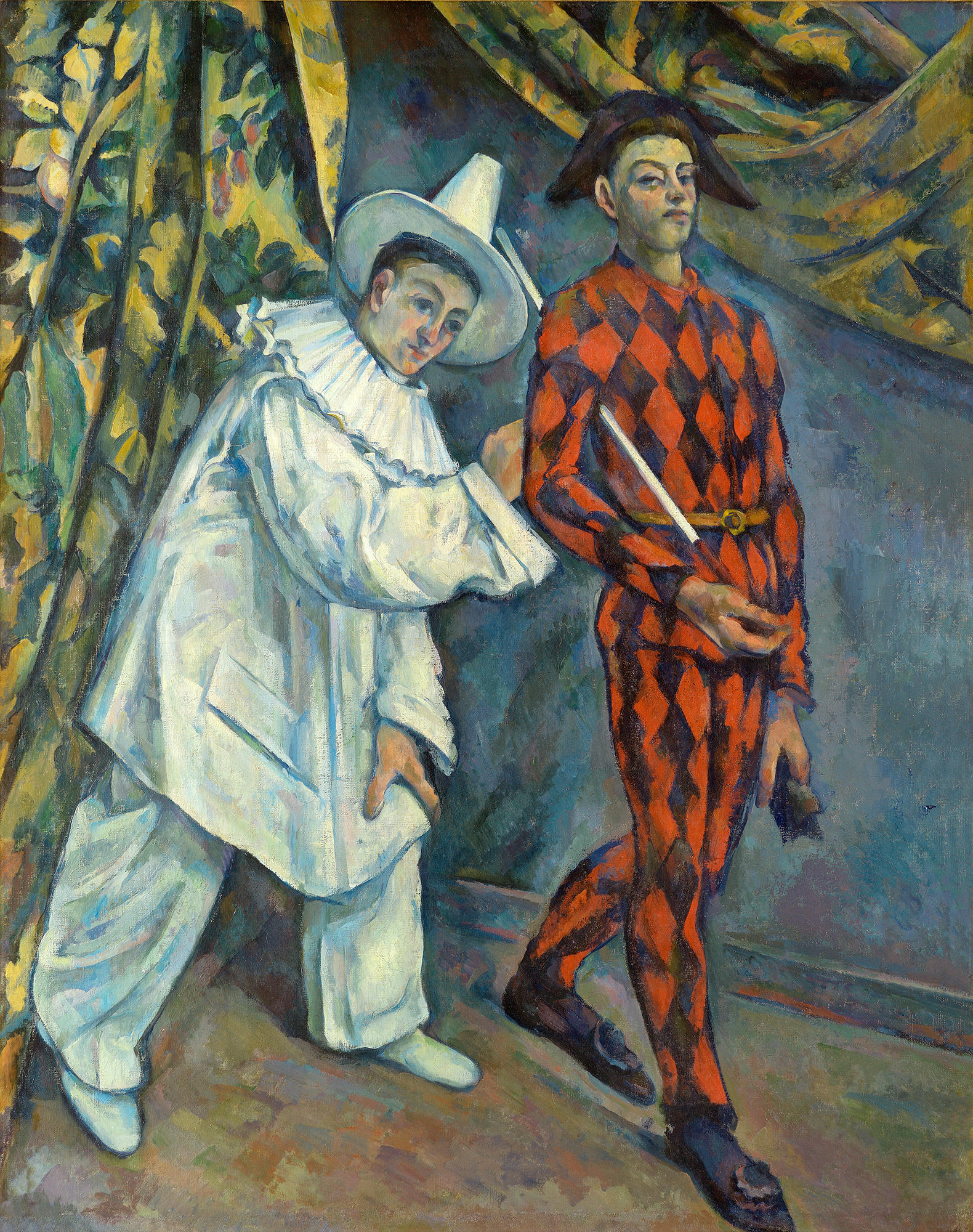
一對個性截然相反的男性雙人搭檔。

雙人搭檔（英語：Double act），又稱喜劇雙人組（comedy duo）、雙人喜劇，一種喜劇的演出形式，由兩個演員組成搭檔，利用兩個人之間的對話與肢體動作進行演出。通常這兩個搭檔是同性別、同年紀、同種族、相同能力，但是在個性或行為上，有著戲劇性的相反、對立，利用這種落差來形成演出效果。在這種組合中的其中一個成員，他通常會表現的理性而嚴肅，演出直性子、容易爆怒、性急、沒有幽默感、喜歡找碴、死硬或尖酸的個性；另一個成員，則是表現出有趣而輕佻的性格，演出一個搞笑、沒有受過好的教育、不聰明，或是不太正經的人。
演出方式類似於中國的雙口相聲、雙簧，或是日本的漫才。包括勞萊與哈台等人，因採用這種演出方式而成名。